# Террасас, Адалид
Адалид Террасас Абасто (исп. Adalid Terrazas Abasto; род. 25 августа 2000, Тикипайя, Кочабамба) — боливийский футболист, атакующий полузащитник клуба «Олвейс Реди» и сборной Боливии.

## Клубная карьера
Террасас — воспитанник клуба «Мунисипаль Тикупайя». В 2017 году он дебютировал за основной состав клуба. В 2018 году Террасас перешёл в «Спорт Бойз Варнес». 3 августа в матче против «Рояль Пари» он дебютировал в боливийской Примере. В начале 2020 года Террас перешёл в «Пальмафлор дель Тропико». 29 января в матче против «Насьональ Потоси» он дебютировал за новую команду. 28 октября 2021 года в поединке против «Рояль Пари» Адалид забил свой первый гол за «Пальмафлор лель Тропико».
В начале 2023 года Террасас перешёл в «Олвейс Реди». 5 февраля в матче против «Ауроры» он дебютировал за новый клуб. 10 февраля в поединке против «Либертад Гран Мамори» Адалид забил свой первый гол за «Олвейс Реди».

## Международная карьера
В начале 2017 года Террасас в составе юношеской сборной Боливии принял участие в юношеском чемпионате Южной Америки в Чили. На турнире он сыграл в матчах против Колумбии и Уругвая.
В 2019 году Террасас в составе молодёжной сборной Боливии принял участие в молодёжном чемпионате Южной Америки в Чили. На турнире он сыграл в матчах против команд Чили, Колумбии, Венесуэлы и Бразилии.
В 2024 году Террасас принял участие в Кубке Америки в США. 26 июня 2024 года в матче против сборной Уругвая он дебютировал за сборную Боливии.